# Bruce McIntosh
Pour les articles homonymes, voir McIntosh.
Bruce Greaves McIntosh (né le 17 mars 1949 à Edina (Minnesota), dans l'État du Minnesota aux États-Unis) est un joueur américain de hockey sur glace. Lors des Jeux olympiques d'hiver de 1972 à Sapporo, il remporte la médaille d'argent.

## Biographie
Un sportif polyvalent durant sa jeunesse, Bruce McIntosh décide de se consacrer au hockey et obtient une bourse pour aller à l'Université du Minnesota, devenant ainsi membre de son équipe, les Golden Gophers. McIntosh dispute 73 rencontres avec l'équipe entre 1968 et 1971. Au cours de sa dernière saison avec l'équipe, les Gophers disputent le tournoi final du Championnat NCAA mais échoue en finale face aux Terriers de Boston. McIntosh est cependant nommé dans l'équipe d'étoiles du tournoi, en compagnie de son coéquipier Dean Blais. En 1971-1972, McIntosh passe l'année avec la sélection nationale américaine en vue des Jeux olympiques d'hiver de Sapporo. Malgré une blessure à l'épaule, il est retenu pour faire le voyage mais ne dispute aucune rencontre au cours du tournoi, à l'issue duquel les Américains remportent la médaille d'argent. En septembre 1972, McIntosh signe avec les North Stars du Minnesota de la Ligue nationale de hockey. Ne jouant que deux parties dans la ligue majeure, il passe l'essentiel de la saison 1972-1973 dans les ligues mineures avant de mettre un terme à sa carrière de joueur.

## Statistiques en carrière
| Saison    | Équipe                                     | Ligue         |    | Saison régulière | Saison régulière | Saison régulière | Saison régulière | Saison régulière |   | Séries éliminatoires | Séries éliminatoires | Séries éliminatoires | Séries éliminatoires | Séries éliminatoires |
| Saison    | Équipe                                     | Ligue         | PJ | B                | A                | Pts              | Pun              | PJ               | B | A                    | Pts                  | Pun                  |                      |                      |
| 1966-1967 | Hornets d'Edina                            | USHS          |    |                  |                  |                  |                  | -                | - | -                    | -                    | -                    |                      |                      |
| 1967-1968 | Golden Gophers du Minnesota                | NCAA          |    |                  |                  |                  |                  | -                | - | -                    | -                    | -                    |                      |                      |
| 1968-1969 | Golden Gophers du Minnesota                | NCAA          | 7  | 0                | 0                | 0                | 0                | -                | - | -                    | -                    | -                    |                      |                      |
| 1969-1970 | Golden Gophers du Minnesota                | NCAA          | 33 | 3                | 12               | 15               | 26               | -                | - | -                    | -                    | -                    |                      |                      |
| 1970-1971 | Golden Gophers du Minnesota                | NCAA          | 33 | 8                | 13               | 21               | 29               | -                | - | -                    | -                    | -                    |                      |                      |
| 1971-1972 | États-Unis                                 | International | 36 | 5                | 10               | 15               | 17               | -                | - | -                    | -                    | -                    |                      |                      |
| 1972-1973 | North Stars du Minnesota                   | LNH           | 2  | 0                | 0                | 0                | 0                | -                | - | -                    | -                    | -                    |                      |                      |
| 1972-1973 | Barons de Cleveland Barons de Jacksonville | LAH           | 23 | 1                | 5                | 6                | 4                | -                | - | -                    | -                    | -                    |                      |                      |
| 1972-1973 | Gears de Saginaw                           | LIH           | 30 | 5                | 16               | 21               | 23               | -                | - | -                    | -                    | -                    |                      |                      |

## Palmarès
- 1970-1971
  - Équipe d'étoiles du tournoi NCAA
- 1971-1972
  -  Médaille d'argent aux Jeux olympiques de Sapporo